# Jenn Sterger
Jennifer Lynette Sterger (nascida em 29 de novembro de 1983) é uma modelo americana, personalidade da televisão e ex-colunista online da Sports Illustrated. Ela trabalhou como "Gameday Host" para o New York Jets e foi co-apresentadora do programa de notícias esportivas The Daily Line na Versus. Ela atualmente trabalha para a All Elite Wrestling (AEW) como entrevistadora nos bastidores.

## Carreira
Sterger nasceu em Miami e estudou na Gaither High School perto de Tampa antes de estudar na Florida State University (FSU). Sterger e Catherine Perry (que mais tarde ganhou fama na WWE sob o apelido de Lana) estavam entre um grupo de amigos chamado de FSU Cowgirls, conhecido por usar roupas mínimas e chapéus de cowboy em jogos de futebol. Ela chamou a atenção pela primeira vez quando foi exibida durante um jogo de futebol americano de Miami, transmitido pela ABC Sports . Ao ver a foto, o locutor Brent Musburger comentou no ar que "1.500 americanos de sangue vermelho decidiram se inscrever no Estado da Flórida".

### Modelagem e atuação
Sterger posou nas revistas Maxim e Playboy e foi porta-voz da Dr Pepper e Sprint. Sterger foi apresentada no programa de televisão da E!: Entertainment Byte Me: 20 Hottest Women of the Web, que foi ao ar originalmente em março de 2008, onde ela estava em 19º na lista.
Em 2009, Sterger teve seus implantes mamários removidos, afirmando que eles haviam servido ao propósito de sua carreira e que ela estava cansada de ser estereotipada.

### Jornalismo esportivo
Depois de contribuir com dois artigos para a Sports Illustrated, Sterger escreveu um artigo no SI.com's "Scorecard Daily". Em agosto de 2008, o New York Jets a contratou para ser a "Anfitriã do Gameday" para a equipe.
Sterger foi uma apresentadora regular do programa da ABC Race to March Madness . O programa semanal transmitido pela televisão nacional destacou os melhores times do basquete masculino da NCAA e como a temporada estava se preparando antes do torneio. Ela organizou um segmento semanal onde visitou o campus de uma escola importante e entrevistou jogadores, treinadores e fãs dos respectivos times. 
Depois de sete meses no ar, Versus cancelou The Daily Line, um programa que ela co-apresentava, em 4 de novembro de 2010. Em 2011, Sterger trabalhou como repórter em especiais para a Fuel TV . Em 2012 ela se mudou para Los Angeles para seguir a carreira de atriz.
Em 2019, ela começou a trabalhar na All Elite Wrestling (AEW) como uma personalidade no ar, conduzindo atualizações de eventos e entrevistas pré e pós-luta com lutadores.

## Alegações contra Brett Favre
Em outubro de 2010, surgiram relatos no site Deadspin de que, durante a temporada de 2008 da NFL, o quarterback Brett Favre teria enviado mensagens de texto e de voz sugestivas a Sterger pedindo que ela fosse ao seu quarto de hotel e fotos explícitas de si mesmo. Naquela época, ele era o quarterback do New York Jets, enquanto ela era repórter lateral do time. A liga disse que seu único foco era se Favre violou a política de conduta no local de trabalho, e não "fazer julgamentos sobre a adequação das relações pessoais". Favre admitiu ter enviado mensagens de voz, mas não imagens para Sterger. Posteriormente, ele foi multado em US $ 50.000 por "não cooperação" com a investigação. A NFL afirmou que "não poderia concluir" que Favre violou a política de conduta pessoal e que não havia evidências suficientes para estabelecer se Favre havia enviado as fotos.

## Vida pessoal
Em 23 de dezembro de 2016, Sterger ficou noiva do jogador de beisebol Cody Decker. Em 19 de janeiro de 2018, Sterger casou-se com Decker.